# 六部殺し

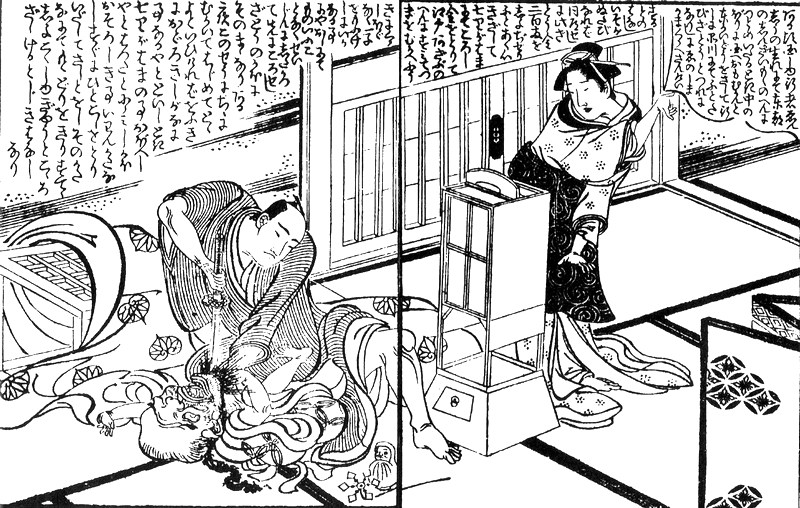
鳥文斎栄之・画『模文画今怪談』にある六部殺しの怪談。

六部殺し（ろくぶごろし）は、日本各地に伝わる民話・怪談の一つ。ある農家が旅の六部を殺して金品を奪い、それを元手にして財を成したが、生まれた子供が六部の生まれ変わりでかつての犯行を断罪する、というのが基本的な流れである。最後の子供のセリフから、「こんな晩」とも呼ばれる。

## あらすじ
六部とは、「日本廻国大乗妙典六十六部経聖」の略で、六十六回写経した法華経を持って六十六箇所の霊場をめぐり、一部ずつ奉納して回る巡礼僧のこと。六部ではなく修験者や托鉢僧や座頭や遍路、あるいは行商人や単なる旅人とされている場合もある。ストーリーには様々なバリエーションが存在するが、広く知られている内容は概ね以下のとおりである。
ある村の貧しい百姓家に六部がやって来て一夜の宿を請う。その家の夫婦は親切に六部を迎え入れ、もてなした。その夜、六部の荷物の中に大金の路銀が入っているのを目撃した百姓は、どうしてもその金が欲しくてたまらなくなる。そして、とうとう六部を謀殺して亡骸を処分し、金を奪った。
その後、百姓は奪った金を元手に商売を始める・田畑を担保に取って高利貸しをする等、何らかの方法で急速に裕福になる。夫婦の間に子供も生まれた。ところが、生まれた子供はいくつになっても口が利けなかった。そんなある日、夜中に子供が目を覚まし、むずがっていた。小便がしたいのかと思った父親は便所へ連れて行く。きれいな月夜、もしくは月の出ない晩、あるいは雨降りの夜など、ちょうどかつて六部を殺した時と同じような天候だった。すると突然、子供が初めて口を開き、「お前に殺されたのもこんな晩だったな」と言ってあの六部の顔つきに変わっていた。
ここまでで終わる場合もあれば、驚いた男が頓死する、繁栄していた家が再び没落する、といった後日談が加わる場合もある。

## 類話
「かつて殺した相手が、自分の子供に生まれ変わり、罪を暴く言葉を発する」というモチーフには、他にさまざまな類話がある。川合勇太郎が1930年刊行の『津軽むがしこ集』（東奥日報社）に「六部ば殺した話」を収録して以降、類話の報告は、水沢謙一（1956年）、野村純一（1967年）、稲田浩二・福田晃（68年）、京都府立総合資料館（1972年）、佐藤義則（74年）、佐々木徳夫（75年）、水沢謙一（76年）によって重ねられている。

### もう半分
落語の演目『もう半分』は、舞台を都市部に移した形で、六部殺しと似た流れになっている。夫婦で営む江戸の居酒屋に、老爺の客がやって来た。老爺は半杯ずつ注文してちびちびと飲み、金包みを置き忘れて帰って行った。夫婦が中を確かめると、貧しい身なりに不釣合いな大金が入っている。しばらくすると老爺が慌てて引き返し、娘を売って作った大事な金だから返してくれと泣きついた。しかし、夫婦は知らぬ存ぜぬを通して追い出した。老爺は川へ身投げして死んだ。その後、奪った金を元手に店は繁盛し、夫婦には子供も生まれた。だが、子供は生まれながらに老爺のような不気味な顔で、しかも何かに怯えたように乳母が次々と辞めていく。不審に思った亭主が確かめると、子供は夜中に起き出して行灯の油を舐めている。「おのれ迷ったか！」と亭主が声を掛けると、子供は振り返って油皿を差し出し「もう半分」。

### 夢十夜
「こんな夢を見た」で始まる夏目漱石の散文『夢十夜』の「第三夜」にも、六部殺しの民話の影響がうかがえる。夢の中で自分の子をおぶって暗い田圃道を歩いており、子供は盲目なのに周囲の状況をよく分かっていて、大人びた口調で話している。歩を進めるごとに思い出してはならない何かを思い出すような気がし、「ちょうどこんな晩だったな」という子供の独り言を不気味に思う。やがて山の一本杉の前に着き、「ここで御前がおれを殺したのは今からちょうど百年前だね」と背中の子供が言った。過去の殺人を自覚したとたん、背中の子供が急に石地蔵のように重くなった。

### 持田の百姓
殺した相手が金品を持った大人ではなく、幼子の間引きだというパターンも存在する。小泉八雲の『知られぬ日本の面影』に出てくる「持田の百姓」では、出雲の貧しい百姓が産まれた子供を6人まで次々と川へ捨て、その間にようやく少し余裕のある暮らしが出来るようになる。そうして7人目の男児は跡取りとして育てることにし、溺愛した。ところがある日、月夜の庭へ散歩に出ると、抱いた乳呑み児の我が子が「わしを最後に捨てた夜もこんな月夜だったね」と口を利き、またすぐに普通の赤子に戻った。百姓は出家した。

### 都市伝説
持田の百姓のパターンがさらにアレンジされたものに、現代風の都市伝説がある。低所得の若いカップルに子供が生まれ（夫婦の初子が奇形児だったとするものもある）、フェリーに乗った際、水に落として殺した。その後また子供が生まれ、今度は溺愛した。その子を連れてフェリーに乗っていた時、急におしっこがしたいと言い出す。仕方なく抱きかかえて体を手すりの外に出すと、振り返って「今度は落とさないでね」と1人目の顔で言った。

## 民俗学的分析
集落の外からやって来る旅人は異人（まれびと）であり、閉鎖的な農村への来訪者はしばしば新しい情報・未知の技術・珍しい物品をもたらす媒介者であった。福をもたらす存在として客人を歓待し、客人が去った後に繁栄を得る「まれびと信仰」に根ざした民話は、古くから各地に存在する。一方で、円満に珍品を譲り受けるケースばかりでなく、客人とトラブルを起こし、強引に奪い取って繁栄を達成したケースもある。六部殺しは、こうした「まれびと殺し」の類型に属す。
あるいは、村内の一つの家が急に繁盛してきた場合、ムラ社会の嫉みにより「あれだけ儲かるには何かあくどい手段をとったに違いない」といった周囲からのいわれのない中傷を招き、直前の平常とは違った出来事（「そういえばあの家に旅人が泊まった」「旅人がその後どこへ行ったのか誰も知らない」）と結び付けて、まれびと殺し譚が出来上がることもあり得る。
また、旅人を泊めた後その一家に生まれた子が旅人の面影を宿しているのは、妻女を夜伽に提供する「客人(まろうど)婚」との関連も考えられる。
さらに、江戸時代には実際に、旅人を装って他人の家に入り泥棒を働いたり、道連れとして他の旅人に声を掛け仲間のいる宿へ誘導して金品を脅し取るなど、種々の形態での胡麻の蠅（護摩の灰）も横行し、素性の知れない他人と一緒に家で寝泊りすることへの潜在的な警戒感も背景にあった。

## 脚註
1. ↑  最古の部類に入る原型的な説話が、『日本霊異記』中巻・第30話の、ある女人の子供として生まれた前世の債権者を行基が見抜く霊験譚に見出される。子供が不具に生まれ付いている、初めての鮮明な発語が過去の因縁の指摘、等共通する要素が多い。
2. ↑  上野和男 他多数編 『民俗研究ハンドブック』 吉川弘文館 1978年 pp.217 - 218.
3. ↑  上野和男 他『民俗研究ハンドブック』 1978年 p.218.